# Hanko Open 1990
L'Hanko Open 1990 è stato un torneo di tennis facente parte della categoria ATP Challenger Series nell'ambito dell'ATP Challenger Series 1990. Il montepremi del torneo era di $75 000 ed esso si è svolto nella settimana tra il 23 luglio e il 29 luglio 1990 su campi in terra rossa. Il torneo si è giocato a Hanko in Finlandia.

## Vincitori

### Singolare
Martin Sinner ha sconfitto in finale  Andrej Ol'chovskij con il punteggio di 6–3, 6–3.

### Doppio
Johan Anderson /  Lars-Anders Wahlgren hanno sconfitto in finale  Tomas Nydahl /  Peter Svensson con il punteggio di 6–3, 7–6.